# 湖南丸
湖南丸（こなんまる）は、大阪商船が保有した貨客船。大阪港・天津航路船として1915年に建造され、海河を遡航可能な船としては当時最大だった。台湾航路やフィリピン航路に転用後、大阪・那覇港間の定期航路に就航し、大東亜戦争中の1943年にアメリカ海軍潜水艦の雷撃で撃沈され民間人ら約650人が死亡した。対馬丸などと並んで沖縄戦関連の遭難船舶として扱われることがある。

## 建造
湖南丸は、1915年（大正4年）7月14日に大阪鉄工所桜島工場で進水した。海河（当時の呼称は白河）を大沽よりも上流まで遡航して、天津で荷役することを意図した船で、そのために様々な特殊設計が採用されていた。比較的大型の船体で貨物搭載力に優れている。動力は石炭燃料のレシプロエンジンを搭載し、大阪・大沽間での平均速度は10.5-11ノットで、大阪商船が同航路に投入していた大信丸、大智丸よりも5-6時間の所要時間短縮を見込んでいた。
同型船として同じ大阪商船の湖北丸が建造された。

## 運用

### 戦前の運航
竣工した湖南丸は、計画通りに天津航路へと就航した。同航路での初航海では、1915年10月2日に門司を出港し、同月6日に天津フランス租界へ到着した。海河を天津まで遡航した汽船は、同年5月に天津に到着したロシア船ローマン（2348総トン）が従来の最大で、湖南丸の成功は新記録であった。
シベリア出兵中の1919年（大正8年）10月には、徴用が長期化した台中丸の代船として日本陸軍に徴用され、部隊や避難民の輸送に従事した。1922年（大正11年）10月に徴用解除となった。
横浜港と台湾の高雄港を結ぶ定期航路へ就航中の1923年（大正12年）には、横浜港で関東大震災に遭遇した。特に被害を受けなかった湖南丸は、同じ大阪商船のぱりい丸やろんどん丸とともに救護活動に従事した。積荷の台湾産米は神奈川県により徴発されて陸揚げしたほか、船員も炊き出しを行った。多数の被災者を収容して大阪へ移送した後、兵庫県の徴用を受けて救援物資を積んで横浜へ引き返し、約1か月に渡り兵庫県救護班事務所として使用された。
1928年（昭和3年）には新規開設のフィリピン定期航路へ、姉妹船の湖北丸とともに就航した。横浜港を起点として名古屋港、大阪港、神戸港、門司を経て、マニラやダバオ、サンボアンガまで至る航路となっている。往路は雑貨類、復路では木材などや繊維などを運んだ。
日米関係が悪化する中、1941年（昭和16年）9月に大阪・那覇航路の貨客船浮島丸が徴用されたため、湖南丸、湖北丸は代船として同航路に投入されることになった。大阪・那覇航路は大阪商船への命令航路であり、沖縄県民の貴重な交通手段であった。

### 太平洋戦争と撃沈
太平洋戦争勃発後も湖南丸が軍に徴用されることは無く、船舶運営会の下で民需用に那覇航路で運航された。日本近海でもアメリカ潜水艦による通商破壊が行われ、同じ那覇航路の嘉義丸撃沈など被害が出ていたため、佐世保鎮守府の護衛の下で護送船団に加入することもあった。
湖南丸の最後の航海となったのは、戦争中期の1943年（昭和18年）12月の那覇からの定期航海であった。対馬丸などとともに沖縄戦関連の船舶犠牲として語られることがあるが、沖縄からの民間人疎開が決定された1944年（昭和19年）7月以前であり、疎開船としての行動ではない。海軍飛行予科練習生予定者や女子挺身隊などを含む民間船客683人（経由地の奄美大島からの乗船を含む）が乗船しており、船員72人と海軍警戒隊4人が運航に当たった。貨物は雑貨1766トンと郵便物等が積みこまれていた。
12月19日、湖南丸は大信丸、延寿丸と鹿児島行きの沖903船団を組み佐世保防備戦隊所属の特設捕獲網艇「第二新東丸」の護衛で那覇を出港した。経由地である奄美大島の名瀬港までは何事もなく、20日午後5時に名瀬港を出た沖903船団は、港外で慶山丸を加えて加入輸送船4隻となった。敵潜水艦の攻撃を警戒して、当初は横一列の陣形を組むことで魚雷攻撃に弱い側面をかばいあって進んだが、同日午後7時に悪石島を通過してからは単縦陣に陣形を変えた。警戒航行中の21日午前1時38分、口永良部島西方18km付近（北緯30度26分 東経129度58分 / 北緯30.433度 東経129.967度）において湖南丸はアメリカ潜水艦グレイバックの雷撃された。魚雷2発が右舷に命中した湖南丸はわずか2分で沈没してしまった。
湖南丸の乗船者は3隻の救命ボートや筏などで漂流し、うち約400人が護衛協力中の大島防備隊所属特設捕獲網艇｢柏丸｣（宇和島運輸：515総トン）により収容された。ところが、救助活動中の柏丸もグレイバックの魚雷2本を受けた。暖を取るために遭難者の多くが集まっていた機関室に直撃、船体の破片を飛散させながら一瞬で轟沈した。第二新東丸と漁船が救助活動にあたったが発見できた生存者はわずか5名のみで、湖南丸の船客は柏丸に一旦救助された者も含め576人が死亡。船員69人・海軍警戒隊員3人が死亡した。なお、日本海軍は対潜艦艇4隻と航空機を現場に急派して23日朝まで対潜掃討を行ったが、成果は無かった。

## 慰霊等
1987年（昭和62年）に那覇市若狭の旭が丘公園に「海鳴りの像」と題する慰霊碑が建立され、2007年（平成19年）には犠牲者名を記した刻銘板が設置されている。また、2001年（平成13年）には、日本政府主催で対馬丸の遺族などと合同の洋上慰霊祭が客船ふじ丸を使って行われた。
湖南丸での民間人死者について対馬丸や地上戦協力死者と同様の日本政府による経済的補償を求める者もある。日本政府は、地上戦協力死者のような国との雇用関係に準じた関係や、対馬丸のような沖縄戦目前の国家政策による学童疎開という特別の事情は認められないとして年金給付等の対象にはしていない。